# Edificio Alas
L'Edificio Alas è una torre residenziale e per uffici di stile razionalista ubicata nel quartiere di San Nicolás a Buenos Aires in Argentina. Con i suoi 141 metri e 42 piani è stato l'edificio più alto di Buenos Aires dal 1957 al 1996, anno in cui venne superato dalla Torre Le Parc.
Per molto tempo la sagoma del grattacielo è stata parte vitale del panorama urbano di Buenos Aires, insieme ad altri edifici sorti lungo l'Avenida Leandro N. Alem, come il simile Edificio Comega (1930) ed altri in stile internazionale costruiti negli anni 70 come il complesso edilizio Catalinas Nord. Ciò nonostante, a partire dagli anni 2000 l'Edificio Alas si vide messo in secondo piano dalla costruzione di varie altre torri nel quartiere di Porto Madero. Attualmente è il ventesimo edificio più alto d'Argentina.

## Storia
L’edificio venne commissionato nel 1950 dal presidente Juan Perón per ospitare la sede dell’Associazione dei Lavoratori Latinoamericani Sindacalizzati (ATLAS, S.A.), motivo per cui in origine il nome del complesso doveva essere Edificio Atlas; Perón fece inoltre inserire nel progetto la realizzazione di un bunker sotterraneo da utilizzare in caso di una possibile guerra o colpo di stato. Egli, tuttavia, non cercò rifugio nel bunker durante il bombardamento di Plaza de Mayo del 16 giugno 1955 operato dalla marina argentina in un tentato golpe, né riuscì a rifugiarvisi tre mesi dopo quando il suo governo venne infine rovesciato.
Dopo il colpo di stato del 1955 il regime dittatoriale, autodefinitosi revolución Libertadora, espropriò l'edificio che passò nelle mani della Forza Aerea Argentina, che ne terminò la costruzione e lo destinò ad ospitare alloggi del personale. Fu all'epoca che il nome dell'edificio divenne Alas (ali in spagnolo). Nel blocco centrale dell'edificio avevano i loro uffici nove dipartimenti per piano e, in origine, il complesso possedeva il suo proprio magazzino di rifornimento, oltre a locali commerciali ad uso interno.
Il bunker venne in seguito convertito negli studi televisivi della Televisione Pubblica Argentina. Questi vennero successivamente trasferiti in Avenida Figueroa Alcorta nel 1978. Oggi i piani interrati sono invece destinati a garage, anche se il secondo piano interrato è anche occupato dalla sala caldaie, da locali di servizio e da una palestra.

## Galleria d'immagini

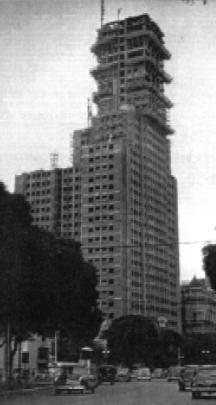
L'Edificio Alas durante i lavori di costruzione
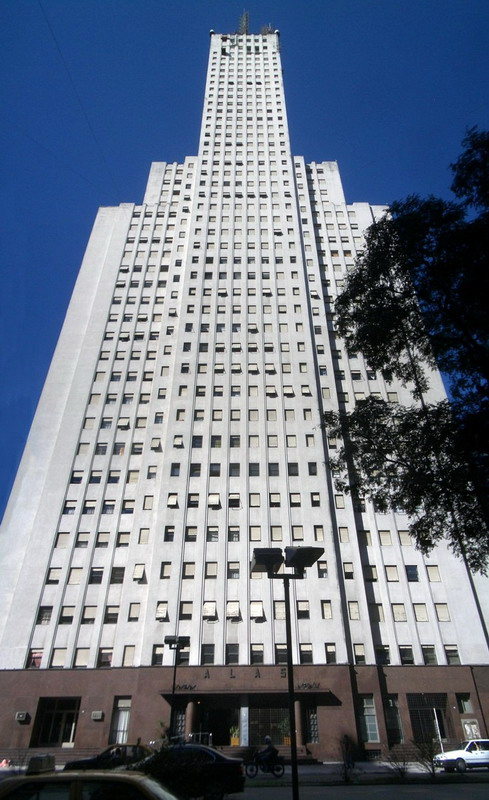
La facciata dell'edificio